# 猪鬣凤尾蕨
猪鬣凤尾蕨（学名：Pteris actiniopteroides）为凤尾蕨科凤尾蕨属下的一个种。分布于中国海南、湖北、陕西、甘肃、四川、贵州、云南等地。